# ホスホジエステラーゼ
ホスホジエステラーゼ (Phosphodiesterase, PDE) とは、広義にはリン酸ジエステル結合（1分子のリン酸が2個の水酸基と結合した構造）の一方の結合を加水分解する酵素である。
これにはホスホリパーゼC・Dのようなリン脂質を分解するものや、核酸を分解するヌクレアーゼなども含まれる。
しかし一般には、cAMPやcGMPの環状リン酸ジエステルを加水分解する酵素（環状ヌクレオチドホスホジエステラーゼ）を特にホスホジエステラーゼと呼ぶ。
cAMPやcGMPはセカンドメッセンジャーであり、PDEはその酵素活性のバランスによってその濃度を調節し、シグナル伝達に重要な役割を担っている。
哺乳類においてPDEのスーパーファミリーは11種類あり、基質特異性などが異なる。